# DAFs Vinterturnering
DAFs Vinterturnering eller Danmarksturneringen i Cross/Landevej for hold turneringen fik 6. december 2005 efter en sponsorkontrakt med Puma AG for en fireårig periode navnet: PUMA Complete Running League, Puma Cell eller PCRL. Turneringens navn har tidligere været Naturgas Cuppen. 
Turneringen er Dansk Atletik Forbunds årlige vinterturnering for løbere. Turneringen etableredes i 1978 og har siden lagt ruter til tusinder af løberes dyst på de danske landeveje og i det danske terræn. Det er kun muligt at deltage i turneringen hvis man er aktiv i en forening der er en del af Dansk Atletik Forbund. Turneringen administreres af Dansk Atletik Forbunds' Cross-/Landevejsudvalg (CLU).
Der afholdes altid seks runder, som arrangeres af diverse klubber. Det er de fire bedste ud af de seks runder der tæller i den samlede stilling, så man behøver derfor kun stille op til fire runder for at dyste med. DM lang cross, DM kort cross og DM 10 km landevej afholdes altid som en del af turneringen, traditionen tro med DM lang cross i den første runde mens DM 10 km landevej afholdes i sjette og sidste runde.

## Vindere af Danmarksmesterskaberne

### DM Lang Cross
| - Mænd: - 2015: Abdi Hakim Ulad Korsør AM - 2014: Abdi Hakim Ulad Korsør AM - 2013: Morten Munkholm Aarhus 1900 - 2012: Abdi Hakim Ulad Korsør AM - 2011: Morten Munkholm Aarhus 1900 - 2010: Jakob Hannibal Sparta Atletik - 2009: Steen Walter Sparta Atletik - 2008: Jesper Faurschou Herning LK - 2007: Steen Walter Sparta Atletik - 2006: Steen Walter Sparta Atletik - 2005: Steen Walter Sparta Atletik - 2004: Steen Walter Sparta Atletik - 2003: Robert K. Andersen Sparta Atletik - 2002: Christian Olsen Blovstrød Løverne | - Kvinder: - 2015: Sara Sig Møller Sparta_Atletik - 2014: Simone Glad Odense Atletik/OGF - 2013: Simone Glad Odense Atletik/OGF - 2012: Anna Holm Baumeister Viking Atletik - 2011: Maria Sig Møller AGF Atletik - 2010: Nanna Bagger Viborg Atletik - 2009: Maria Sig Møller AGF Atletik - 2008: Ida Fallesen AGF Atletik - 2007: Anna Holm Jørgensen Viking Atletik - 2006: Anna Holm Jørgensen Viking Atletik - 2005: Louise Mørch Korsør AM - 2004: Anna Holm Jørgensen Viking Atletik - 2003: Dorte Vibjerg Sparta Atletik - 2002: Dorte Vibjerg Sparta Atletik |

### DM Kort Cross
| - Mænd: - 2015: Mads Valentin Tærsbøl Sparta Atletik - 2014: Thijs_Nijhuis Viborg AM - 2013: Morten Munkholm - 2012: Jacob Hannibal - 2011: Morten Munkholm - 2010: Morten Munkholm - 2009: Morten Munkholm - 2008: Jesper Faurschou - 2007: Jesper Faurschou - 2006: Jamie Stevenson - 2005: Claus Bugge Hansen - 2004: Dennis Jensen | - Kvinder: - 2015: Sara Sig Møller - 2014: Maja Alm - 2013: Simone Glad - 2012: Simone Glad - 2011: Maja Alm - 2010: Aisha Rafique - 2009: Signe Søes - 2008: Ida Fallesen - 2007: Anna Holm Jørgensen - 2006: Louise Mørch - 2005: Louise Mørch - 2004: Dorte Vibjerg |

### DM 10 km Landevej
| - Mænd - 2015: Abdi-Hakin Ulad - 2014: Lars Budolfsen - 2013: Morten Munkholm - 2012: Abdi-Hakin Ulad - 2011: Morten Munkholm - 2010: Morten Munkholm - 2009: Morten Munkholm - 2008: Jesper Faurschou - 2007: Jesper Faurschou - 2006: Rasmus Henning - 2005: Claus Bugge Hansen - 2004: Claus Bugge Hansen | - Kvinder - 2015: Simone Glad - 2014: Jessica Draskau-Petersson - 2013: Simone Glad - 2012: Simone Glad - 2011: Simone Glad - 2010: Elizabeth May - 2009: Maria Sig Møller - 2008: Anna Holm Jørgensen - 2007: Anne-Mette Aagaard - 2006: Nina T. Sørensen - 2005: Lene Duus - 2004: Anne B. Jørgensen |

## Vindere af Vinterturneringen
| - Vindere mænd: - 2016/17: Peter Glans - 2015/16: Jesper Faurschou - 2014/15: Jacob Markussen - 2013/14: Jesper Faurschou - 2012/13: Jesper Faurschou - 2011/12: Abdi-Hakin Ulad - 2010/11: Morten Munkholm - 2009/10: Morten Munkholm - 2008/09: Jesper Faurschou - 2007/08: Jesper Faurschou - 2006/07: Jesper Faurschou - 2005/06: Jesper Faurschou - 2004/05: Claus Bugge Hansen - 2003/04: Claus Bugge Hansen - 2002/03: Claus Bugge Hansen - 2001/02: Steen Walter Sparta Atletik - 2000/01: Dennis Jensen Sparta Atletik - 1999/00: Dennis Jensen Sparta Atletik - 1998/99: Klaus Hansen Skovbakken - 1997/98: Dennis Jensen Sparta Atletik - 1996/97: Klaus Hansen Skovbakken - 1995/96: Klaus Hansen Skovbakken - 1994/95: Carsten Jørgensen Blovstrød Løverne - 1993/94: Klaus Hansen Skovbakken - 1992/93: Klaus Hansen Skovbakken - 1991/92: Jan Ikov Sparta Atletik - 1990/91: Flemming Jensen Sparta Atletik - 1989/90: Henrik Jørgensen KIF - 1988/89: Henrik Jørgensen KIF - 1987/88: Ole Hansen Aarhus 1900 - 1986/87: Mogens Guldberg Sparta Atletik - 1985/86: Henrik Albahn Holte IF - 1984/85: Henrik Albahn Holte IF - 1983/84: Flemming Jensen Herlev IF - 1982/83: Ole Hansen Aarhus 1900 - 1981/82: Allan Zachariasen Freja Odense - 1980/81: Per Hoffmann Ben Hur - 1979/80: Henrik Jørgensen Herlev IF - 1978/79: Bo Nytofte AK73 - 1977/78: Karl Åge Søltoft Herlufsholm GF | - Vindere mandehold: - 2016/17: OA/OGF - 2015/16: Sparta Atletik - 2014/15: Sparta Atletik - 2013/14: Sparta Atletik - 2012/13: AGF Atletik - 2011/12: Aarhus 1900 - 2010/11: Aarhus 1900 - 2009/10: Aarhus 1900 - 2008/09: Sparta Atletik - 2007/08: Aarhus 1900 - 2006/07: Aarhus 1900 - 2005/06: Aarhus 1900 - 2004/05: Sparta Atletik - 2003/04: Sparta Atletik - 2002/03: OA/OGF | - Vindere kvinder: - 2016/17: Sylvia Kiberenge - 2015/16: Simone Glad - 2014/15: Simone Glad - 2013/14: Simone Glad - 2012/13: Simone Glad - 2011/12: Simone Glad - 2010/11: Sara Sig Møller - 2009/10: Sine Gasbjerg - 2008/09: Maria Sig Møller - 2007/08: Maria Sig Møller - 2006/07: Anna Holm Jørgensen - 2005/06: Lene Duus - 2004/05: Jytte Petersen - 2003/04: Dorte Vibjerg - 2002/03: Dorte Vibjerg | - Vindere kvindehold: - 2016/17:Blovstrød Løverne - 2015/16:AGF Atletik - 2014/15:Blovstrød Løverne - 2013/14: Aarhus 1900 - 2012/13: AGF Atletik - 2011/12: AGF Atletik - 2010/11: AGF Atletik - 2009/10: Sparta Atletik - 2008/09: AGF Atletik - 2007/08: AGF Atletik - 2006/07: Sparta Atletik - 2005/06: AGF Atletik - 2004/05: AGF Atletik - 2003/04: Sparta Atletik - 2002/03: Sparta Atletik |